# Bill Denny

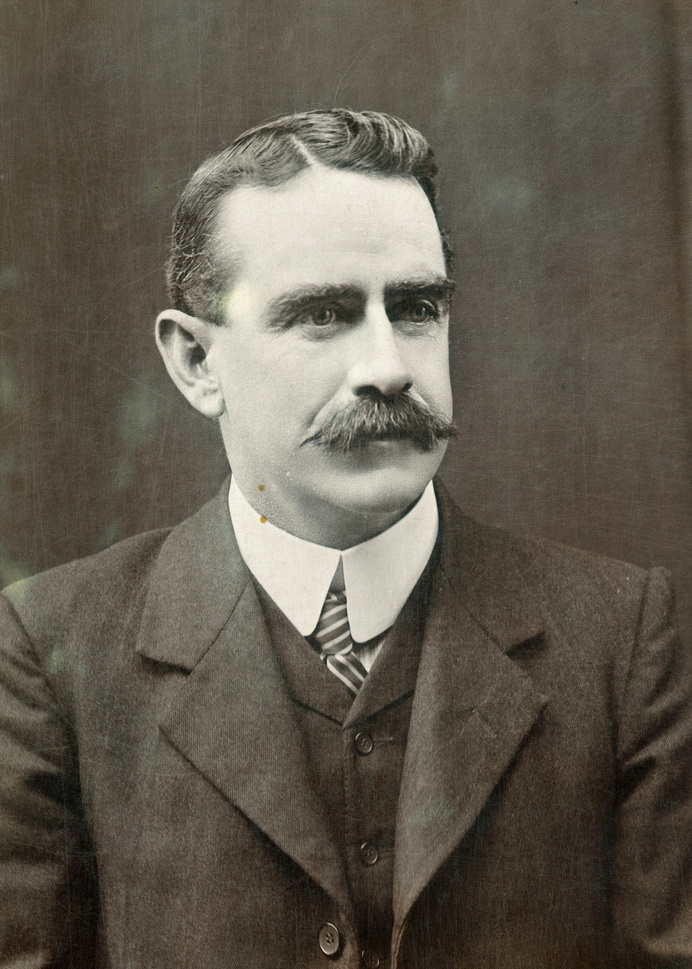
Bill Denny

Hon. William „Bill“ Joseph Denny, MC (* 6. Dezember 1872 in Adelaide, South Australia; † 2. Mai 1946 ebenda) war ein australischer Politiker der Labor Party, der zwischen 1900 und 1905 sowie erneut von 1906 bis 1933 Mitglied des South Australian House of Assembly und mehrmals Minister war.

## Leben

### Journalist, Mitglied desSouth Australian House of Assemblyund Rechtsanwalt
William „Bill“ Joseph Denny, Sohn des Gastwirts Thomas Denny und dessen Ehefrau Annie Dwyer Denny, arbeitete nach dem Besuch des Christian Brothers’ College in Adelaide bis 1896 als Büroangestellter und wurde daraufhin Redakteur von The Southern Cross, der Wochenzeitung des katholischen Erzbistums Adelaide. Kurz darauf begann er sein politisches Engagement, als er 1898 zum Mitglied des Stadtrates von Adelaide (Adelaide City Council) gewählt wurde. Nach einer erfolglosen Kandidatur im Wahlkreis West Adelaide bei der Wahl am 29. April 1899, wurde er nach dem Mandatsverzicht des früheren Premiers Charles Kingston am 31. Dezember 1900 bei der dadurch notwendigen Nachwahl im Zwei-Personen-Wahlkreis West Adelaide erstmals zum Mitglied des South Australian House of Assembly gewählt, des Unterhauses des Parlaments von South Australia, und vertrat diesen Wahlkreis bis zu dessen Auflösung am 2. Mai 1902.
Bei der darauf folgenden Wahl am 3. Mai 1902 wurde Denny als parteiloser Liberaler im neu geschaffenen Vier-Personen-Wahlkreis Adelaide erneut zum Mitglied des House of Assembly gewählt und gehörte diesem bis zu seiner Niederlage gegen William David Ponder von der Labor Party bei der Wahl am 26. Mai 1905 an. Nachdem er der United Labor Party (ULP) beigetreten war, wurde er am 3. November 1906 im Vier-Personen-Wahlkreis Adelaide wieder zum Mitglied der Legislativversammlung gewählt und konnte sich dabei gegen den bisherigen Wahlkreisinhaber und mehrmaligen Bürgermeister von Adelaide, Lewis Cohen, durchsetzen. Er vertrat diesen Wahlkreis, der zur Wahl am 27. März 1915 zu einem Drei-Personen-Wahlkreis reduziert wurde, bis zu seiner Niederlage gegen den Labor-Politiker Doug Bardolph bei der Wahl am 8. April 1933, wobei er seit dem 16. Februar 1917 der Australian Labor Party angehörte.
Neben seiner parlamentarischen Tätigkeit begann Bill Denny 1903 ein Studium der Rechtswissenschaften an der University of Adelaide und erhielt nach dessen Abschluss 1908 eine anwaltliche Zulassung als Solicitor beim Supreme Court of South Australia, dem Obersten Gerichtshof dieses Bundesstaates.

### Minister und Erster Weltkrieg

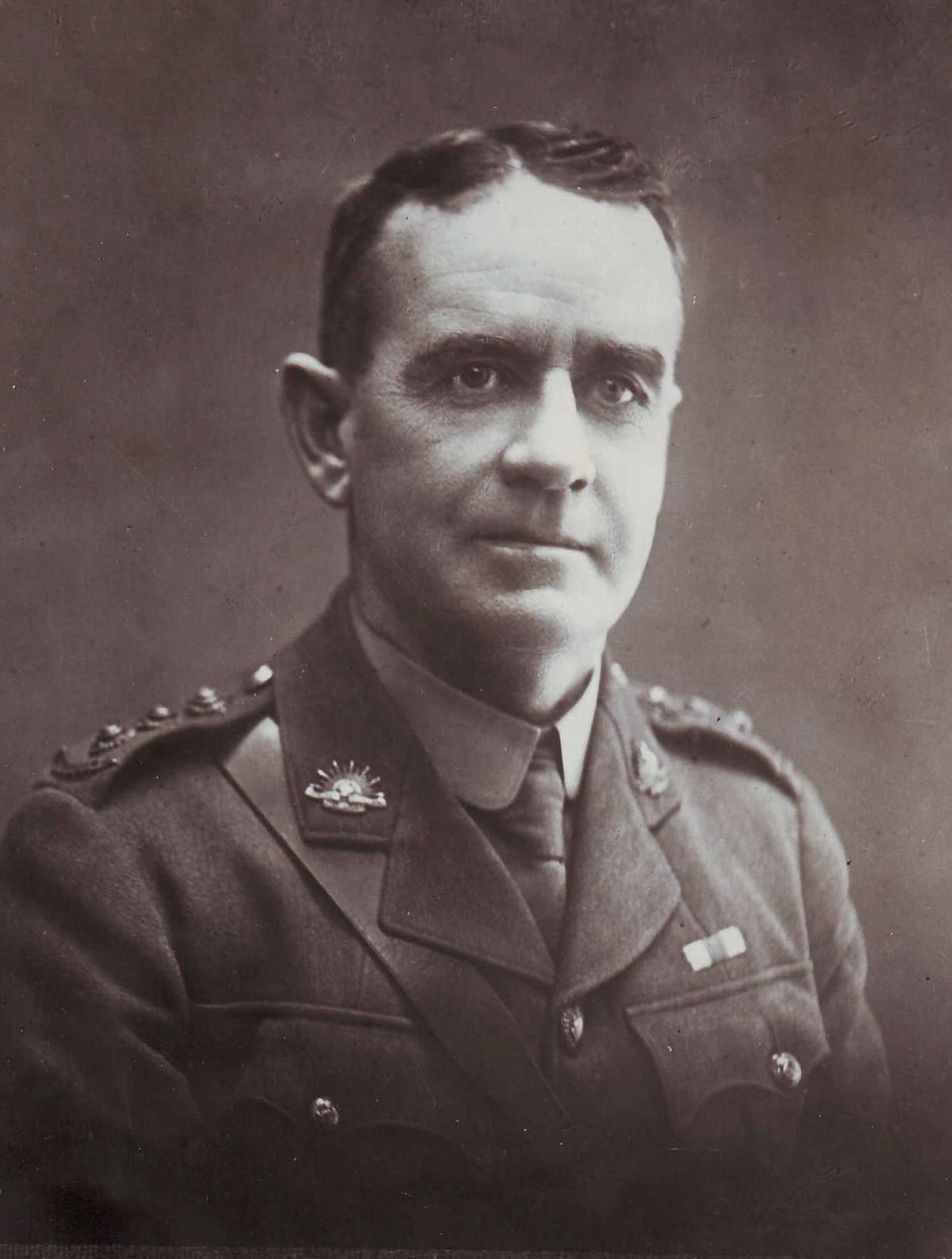
Captain Bill Denny

Nach dem Wahlsieg der United Labor Party am 2. April 1910, bei der diese 22 der 42 Sitze in der Legislativversammlung gewonnen hatte, wurde Bill Denny am 3. Juni 1910 in die Regierung von Premier John Verran berufen und bekleidete in dieser bis zum 17. Februar 1910 das Amt des Generalstaatsanwalts (Attorney-General). Zugleich war er zwischen dem 3. Juni und dem 31. Dezember 1910 zuständiger Minister für das Nordterritorium (Minister Controlling Northern Territory), welches zwischen dem 6. Juli 1863 und dem 1. Januar 1911 unter der Verwaltung von South Australia stand. Er verhandelte über die Übergabe des Nord-Territoriums an das Commonwealth. Er sorgte für wichtige Reformen und ermöglichte Frauen mit dem von ihm vorgelegten Women Lawyers Act von 1911 die Ausübung des Anwaltsberufs.
Trotz seiner Abgeordnetentätigkeit meldete sich Denny während des Ersten Weltkrieges am 17. August 1915 zum Kriegsdienst in der Australian Imperial Force (AIF). Er wurde am 18. August 1915 zum 9. Leichten Kavallerieregiment (9th Light Horse Regiment) versetzt und nach dem Besuch der Unteroffiziers- und Offiziersschule (NCO and Officer School) am 17. Januar 1916 zum Leutnant (Second Lieutenant) befördert. Nach seiner Beförderung zum Oberleutnant (Lieutenant) wurde er am 16. März 1916 mit seinem Regiment auf dem Truppentransporter HMAT Anchises nach Europa verlegt und dem dortigen AIF-Hauptquartier zugeordnet. Für seine Tapferkeit und Einsatzbereitschaft in der Nacht des 15. September 1917 wurde er während der Dritten Flandernschlacht (31. Juli bis 6. November 1917) erhielt er am 27. Oktober 1917 das Military Cross (MC). Er wurde am 23. September 1918 zum Hauptmann (Captain) befördert und schied am 28. April 1919 aus dem aktiven Militärdienst aus.

### Minister in der Zwischenkriegszeit und Ausschluss aus der Labor Party
Nach dem Sieg bei den Wahlen am 5. April 1924, bei denen die ALP 27 der 46 Sitze im House of Assembly, dem Unterhaus des Parlaments gewann, wurde James Jelles am 16. April 1924 in die Regierung von Premier John Gunn berufen und bekleidete in dieser bis zum 28. August 1926 wieder das Amt als Generalstaatsanwalt und zugleich als Minister für Wohnungswesen (Minister of Housing). Des Weiteren war er zwischen dem 16. April 1924 und dem 29. Januar 1925 erst stellvertretender Minister für Rückkehrer (Assistant Minister of Repatriation) sowie nach einer neuerlichen Umbildung der Regierung Gunn vom 29. Januar 1925 bis zum 28. August 1926 Minister für Rückkehrer (Minister of Repatriation) und des Weiteren Minister für Bewässerung (Minister of Irrigation). Nach dem Rücktritt von Premier Gunn bekleidete er vom 28. August 1926 bis zum 8. April 1927 die Posten als Generalstaatsanwalt, Minister für Wohnungswesen, Minister für Rückkehrer und als Minister für Bewässerung auch in der darauf folgenden ersten Regierung von Premier Lionel Hill. Am 14. Juli 1927 wurde ihm der Höflichkeitstitel The Honourable verliehen.
Nach dem Wahlsieg der Labor Party bei der Wahl am 5. April 1930, bei der die ALP 30 der 46 Sitze im House of Assembly erhielt, wurde James Jelley am 17. April 1930 auch in die zweite Regierung von Premier Lionel Hill und bekleidete in dieser bis zum 13. Februar 1933 erneut den Posten als Generalstaatsanwalt und in Personalunion als Minister für Eisenbahnen (Minister of Railways). Darüber hinaus fungierte er zwischen dem 17. April und dem 30. Oktober 1930 auch als Minister für Kommunalverwaltung (Minister of Local Government). Am 13. Juni 1931 wurde er aus der ALP wegen Unterstützung des innerhalb der Labor Party kritisierten sogenannten „Premiers’ Plan“ des australischen Premierministers James Scullin ausgeschlossen, der letztendlich deswegen am 6. Januar 1932 sein Amt verlor. Infolgedessen sahen sich Hill und seine Regierung der Ausgrenzung durch ihre eigene Partei sowie einer weit verbreiteten Unzufriedenheit innerhalb dieser ausgesetzt, blieben aber mit zeitweiliger Unterstützung der Liberal Federation als Regierung der Parliamentary Labour Party im Amt. In der anschließenden Regierung von Premier Robert Richards übernahm er vom 13. Februar bis zum 18. April 1933 noch einmal die Ämter als Generalstaatsanwalt und Minister für Eisenbahnen.
Aus seiner am 15. Januar 1920 geschlossenen Ehe mit der Pianistin und Sängerin Winefride Mary Leahy gingen ein Sohn und drei Töchter hervor. Nach seinem Tode wurde er nach einem Staatsbegräbnis auf dem militärischen Teil des West Terrace-Friedhof in Adelaide bestattet.

## Veröffentlichungen
- The Diggers, 1919
- A Digger at Home and Abroad, 1942

## Hintergrundliteratur
- Parliament of South Australia: Statistical Record of the Legislature 1836–2007 (Memento vom 11. März 2019 im Internet Archive)
- T. H. Smeaton: The People in Politics, Adelaide 1914